# Wills Point, Texas
Wills Point là một thành phố thuộc quận Van Zandt, tiểu bang Texas, Hoa Kỳ. Năm 2010, dân số của xã này là 3524 người.

## Dân số
- Dân số năm 2000: 3496 người.
- Dân số năm 2010: 3524 người.